# Vänersborgs RK

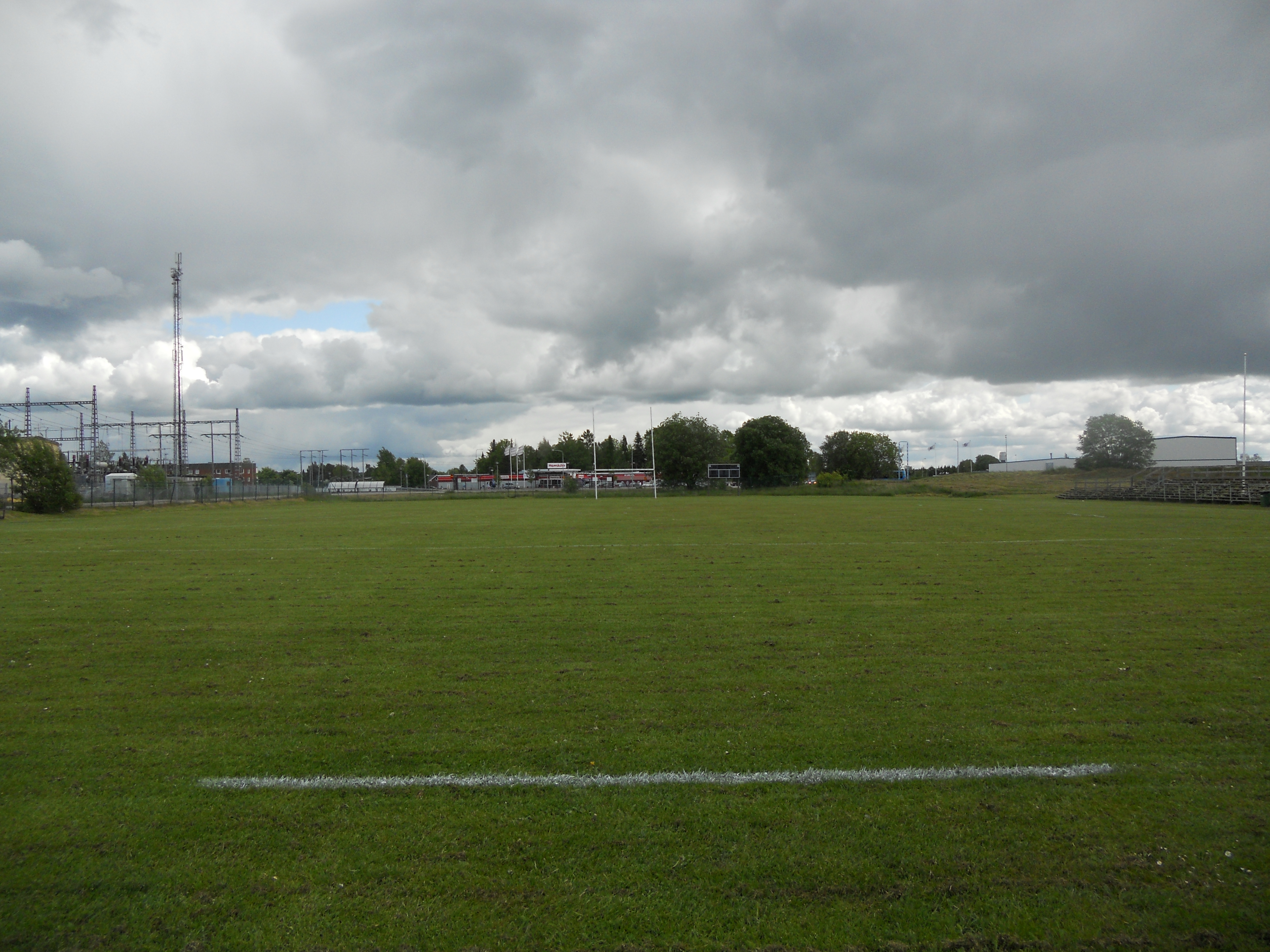
Rugbyplanen i Vänersborg.

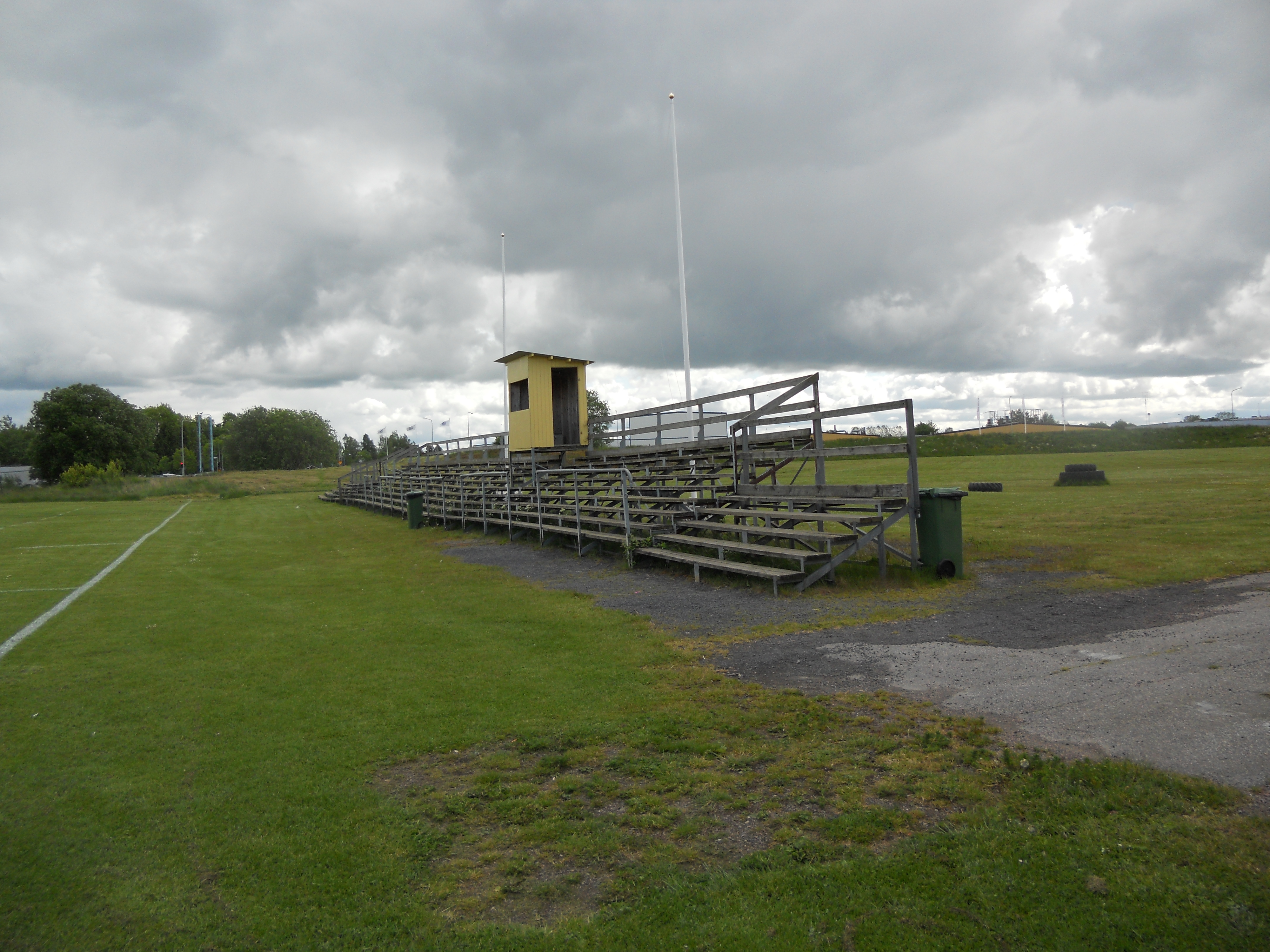
Läktarna vid rugbyplanen.

Vänersborgs Rugbyklubb eller Vänersborgs RK är en rugbyklubb i Vänersborg i Västergötland. 2011 spelar lagets herrar i allsvenskan. Klubbens juniorer vann SM-guld 2008. 2010 firade klubben sitt 40-årsjubileum. Klubbens damer vann SM-guld 2017 efter final mot Stockholm Exiles.

## Historia
Vänersborgs RugbyKlubb startade som en sektion inom IFK Vänersborg 26 januari 1970 (först 1986 blev Vänersborgs RK en egen förening), och herrlaget spelade sin första match mot Spartacus RUFC i mars 1970. Grundare/initiativtagare var Wieslaw Buczynski som kom till Vänersborg som gymnastiklärare och eftersom han hade ett förflutet som tränare i Malmö RC och landslagsspelare i Polen, så föll det sig ganska naturligt att han försökte få igång en rugbyklubb även i Vänersborg. När han under resan mot att få till ett lag letade ungdomar så var en naturlig rekryteringsbas de skolungdomar som han träffade varenda dag i sitt jobb på Huvudnässkolan. En annan viktig faktor i vägen mot en förening var att Wieslaw lyckades få till en styrelse med Gunnar ”Johan” Johansson, vars far ägde CW Carlssons tryckeri.
Herrseniorerna har blivit svenska mästare två gånger, damseniorerna tre gånger och herrjuniorerna tolv gånger.
2016 vann herrseniorerna och blev svenska mästare för tredje gången i rad. 7-manna SM blev en stor triumf för Region Väst. 